# جامعة الشطرة
جامعة الشطرة جامعة عراقية حكومية أُسست عام 2023، في قضاء الشطرة التابع لمحافظة ذي قار جنوبي العراق.

## الكليات[3]
- كلية الهندسة - قسم هندسة الحاسوب
- كلية الهندسة - قسم هندسة المواد
- كلية العلوم التطبيقية - قسم الفيزياء الطبية - قسم التحليلات المرضية
- كلية الطب البيطري
- كلية التربية للبنات - قسم علوم قرأن والتربية الاسلامية - اللغة العربية علوم الحياة
- كلية التربية للبنات - قسم رياض الاطفال.
- كلية الهندسة - قسم هندسة الطب الحياتي
- كلية التربية دواية (اللغة الانجليزية_ الفيزياء)
- كلية الفنون
- كلية التربية الرياضية